# سلطان‌آباد (اردبیل)
سلطان‌آباد روستایی است که در استان اردبیل، شهرستان اردبیل، بخش مرکزی، دهستان کلخوران قرار دارد.

## جمعیّت
بر اساس سرشماری سال ۱۳۸۵ جمعیّت این روستا ۱۷۵۲ نفر با ۳۶۸ خانوار بوده‌است.